# Pau (Francia)
(Lamartine)
Pau (pronuncia occitana /ˈpaw/, in quella francese /po/) è un comune francese di 75 665 abitanti, capitale storica del Béarn dal 1464 e capoluogo del dipartimento dei Pirenei Atlantici nella regione Nuova Aquitania. Città d'arte, è celebre soprattutto per il suo castello, che fu residenza dei conti di Foix. Di notevole interesse è il Museo delle Belle Arti (Musée des Beaux-Arts) con dipinti di El Greco, Murillo, Rubens, Degas ed altri. Spesso ospita un arrivo o una partenza di tappa del Tour de France.

## Geografia fisica

### Territorio
Pau è situata a circa 100 km in linea d'aria dall'Oceano Atlantico, a 30 km dai Pirenei e a 50 dalla frontiera con la Spagna. La sua altitudine media è di 205 m s.l.m., una ventina di metri al di sopra della valle in cui scorre il fiume omonimo (Gave de Pau). Il corso d'acqua, che acquisisce spesso connotazioni torrenziali allo scioglimento delle nevi primaverili, è l'affluente principale dell'Adour.
Altri fiumi della zona sono il Luy de Béarn, affluente del Luy, Ousse e Ousse dei Bois; quest'ultimo sfocia nel Gave de Pau.

### Clima
Pau beneficia, grazie alla latitudine e alla vicinanza dell'Atlantico, di un clima oceanico caldo, relativamente mite in ogni stagione dell'anno e piuttosto piovoso (quasi 1100 mm annui di media). In via del tutto eccezionale la città può essere tuttavia colpita, nei mesi invernali, da ondate di gelo e, in estate, di calore: si sono arrivate in tal modo a registrare temperature di -15 °C in febbraio e di +39,9 °C in agosto (record storici dal 1921 ad oggi). La tabella che segue riporta i dati del periodo 1982-2013 (1982-2012 per i mesi di novembre e dicembre). Per i record storici il periodo considerato è quello compreso dal 1921 al 2013.
| Staz. di Pau (1982-2013) | Gen   | Feb   | Mar   | Apr   | Mag   | Giu  | Lug  | Ago  | Set  | Ott   | Nov   | Dic  | Anno   |
| ------------------------ | ----- | ----- | ----- | ----- | ----- | ---- | ---- | ---- | ---- | ----- | ----- | ---- | ------ |
| Tp. min. media (°C)      | 2,1   | 2,4   | 4,8   | 7,0   | 10,8  | 13,8 | 15,6 | 15,5 | 12,7 | 9,7   | 5,4   | 2,8  | 8,6    |
| Tp. media (°C)           | 6,6   | 7,3   | 10,0  | 12,0  | 15,7  | 18,7 | 20,8 | 20,8 | 14,9 | 14,4  | 9,9   | 7,3  | 13,6   |
| Tp. max. media (°C)      | 11,0  | 12,1  | 15,2  | 17,0  | 20,6  | 23,6 | 25,9 | 26,0 | 23,9 | 20,0  | 14,4  | 11,7 | 18,5   |
| Giorni di gelo           | 9,09  | 7,88  | 3,53  | 0,41  | 0     | 0    | 0    | 0    | 0    | 0,22  | 3,03  | 8,13 | 32,11  |
| Precipitazioni (mm)      | 93,7  | 84,1  | 83,6  | 112,6 | 103,2 | 79,4 | 57,7 | 64,7 | 77,5 | 96,0  | 119,0 | 94,9 | 1065,4 |
| Giorni di pioggia        | 11,53 | 10,31 | 10,25 | 13,19 | 12,56 | 9,88 | 7,94 | 8,16 | 8,59 | 10,65 | 10,94 | 11,0 | 124,95 |

## Storia

### Simboli
Le figure nello scudo sono armi parlanti poiché in occitano il termine pau indica il palo della palizzata ed è simile a pavon ("pavone"). La forma della barriera è ispirata ai tre pali di Foix e le due mucche sono simbolo di Béarn: questi elementi compongono il blasone della famiglia Foix-Béarn, da cui dipendeva Pau.
Il capo è stato aggiunto nel 1829.

## Monumenti e luoghi di interesse
Castello dei Conti di Foix

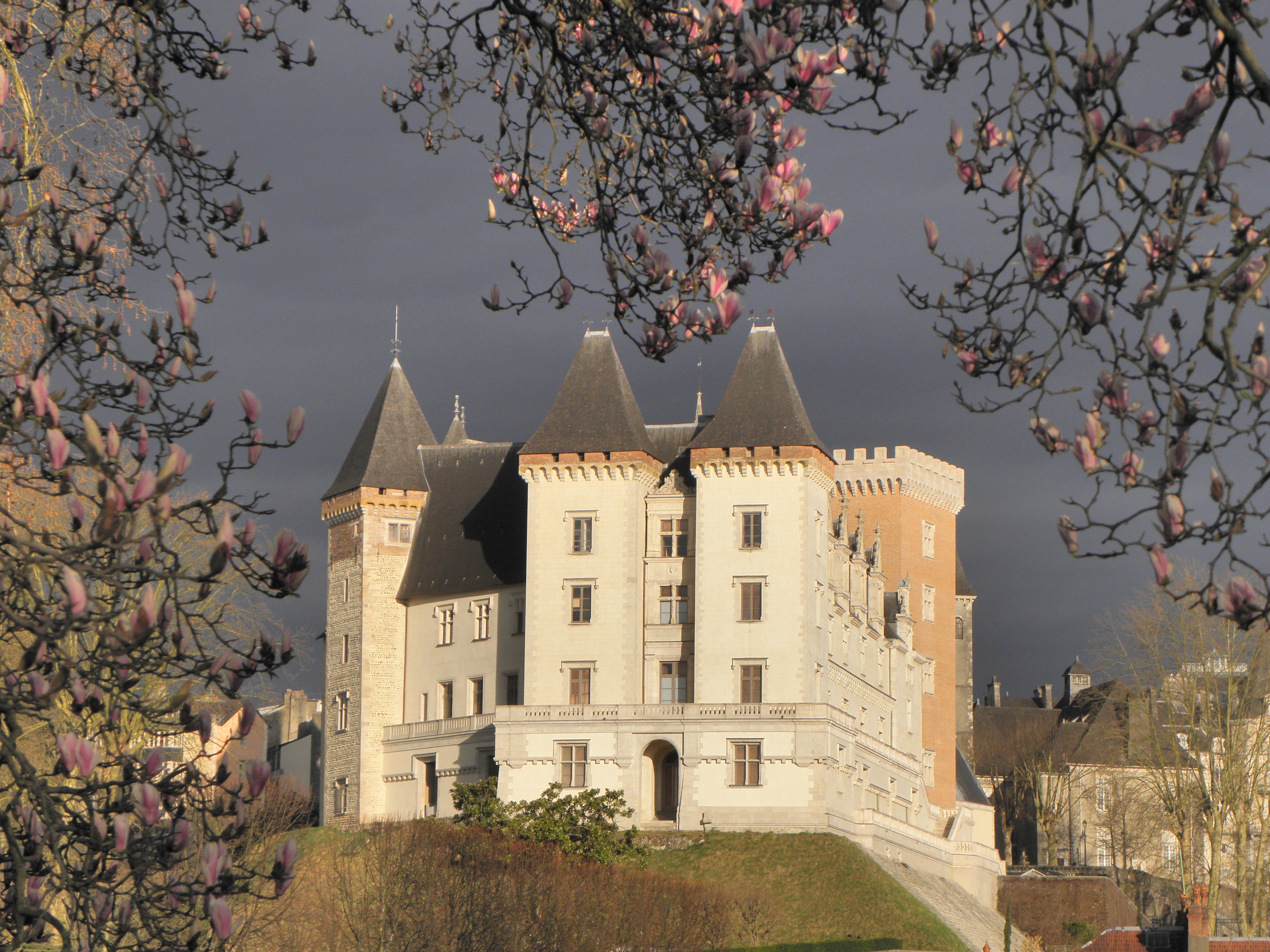
Il Castello di Pau.

Si tratta di un castello costruito nel XIV secolo per Gastone Febo di Foix, signore del Béarn (1343-1391), che fece rimodellare una preesistente fortezza dell'XI secolo e successivamente trasformato in residenza in stile rinascimentale tra il 1529 e il 1533.
Il 13 dicembre 1553 vi nacque Enrico IV di Francia, il promulgatore dell'Editto di Nantes (1598), ricordato con una statua in loco..
- Parlamento di Navarra. Il palazzo venne costruito a partire dal 1585 per ospitarvi il Parlement de Navarre et du Béarn, che vi si installò nel 1620. Oggi è sede del consiglio dipartimentale dei Pyrénées-Atlantiques.
- Chiesa di San Martino. Una prima chiesa venne qui costruita tra il 1468 e il 1472, sarà l'unica parrocchiale cittadina fino al 1803. Sotto l'influenza della famiglia d'Albret, la chiesa diviene Tempio protestante dal 1563 al 1620. In seguito, divenuta troppo piccola per la popolazione, venne ricostruita in stile neogotico fra il 1863 e il 1871.
- Palais Beaumont. Costruito nel 1900, fu alternativamente palazzo d'inverno, casinò municipale e ospedale durante la guerra. Oggi è un centro congressi.

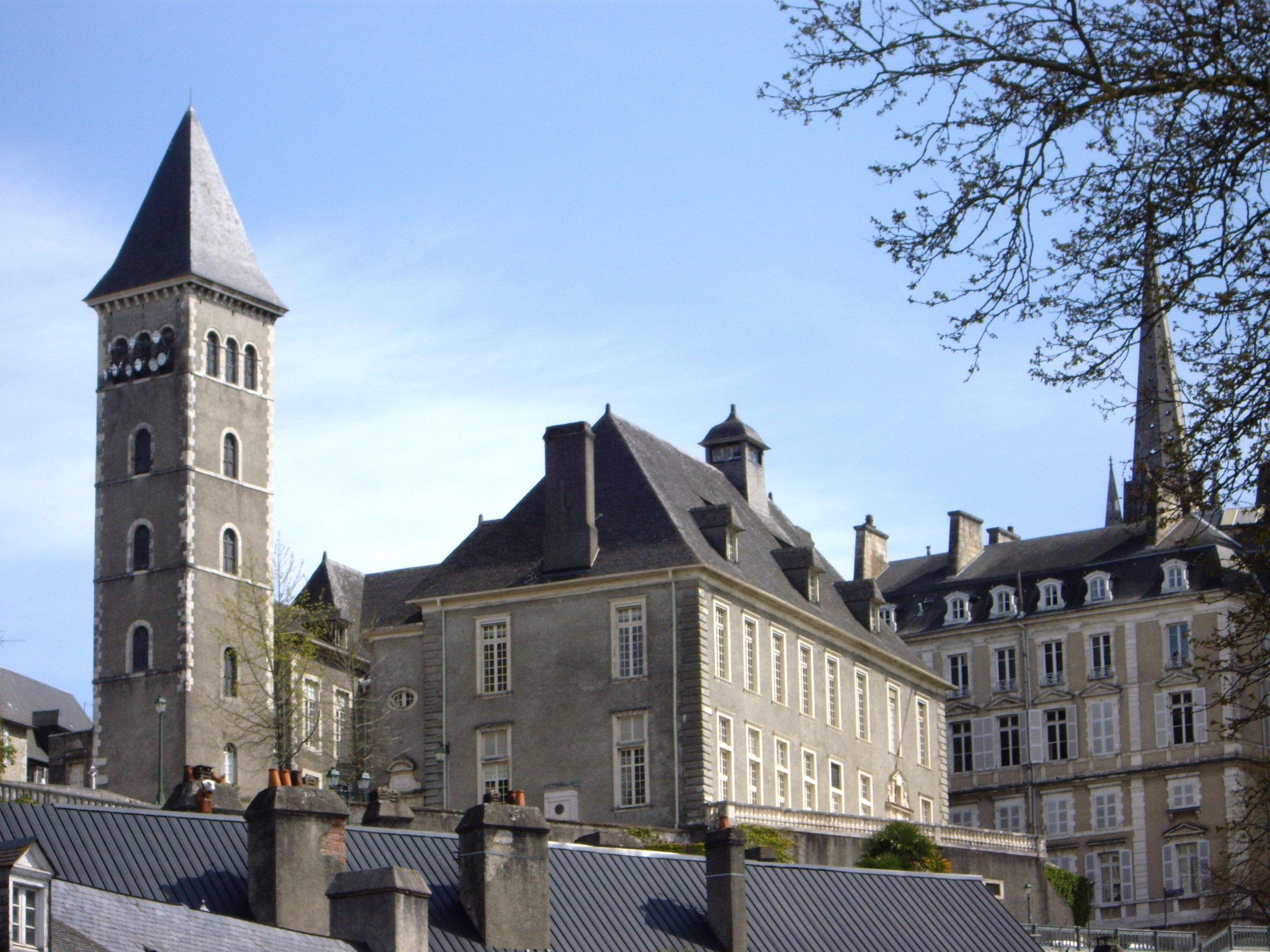
Il Parlamento di Navarra
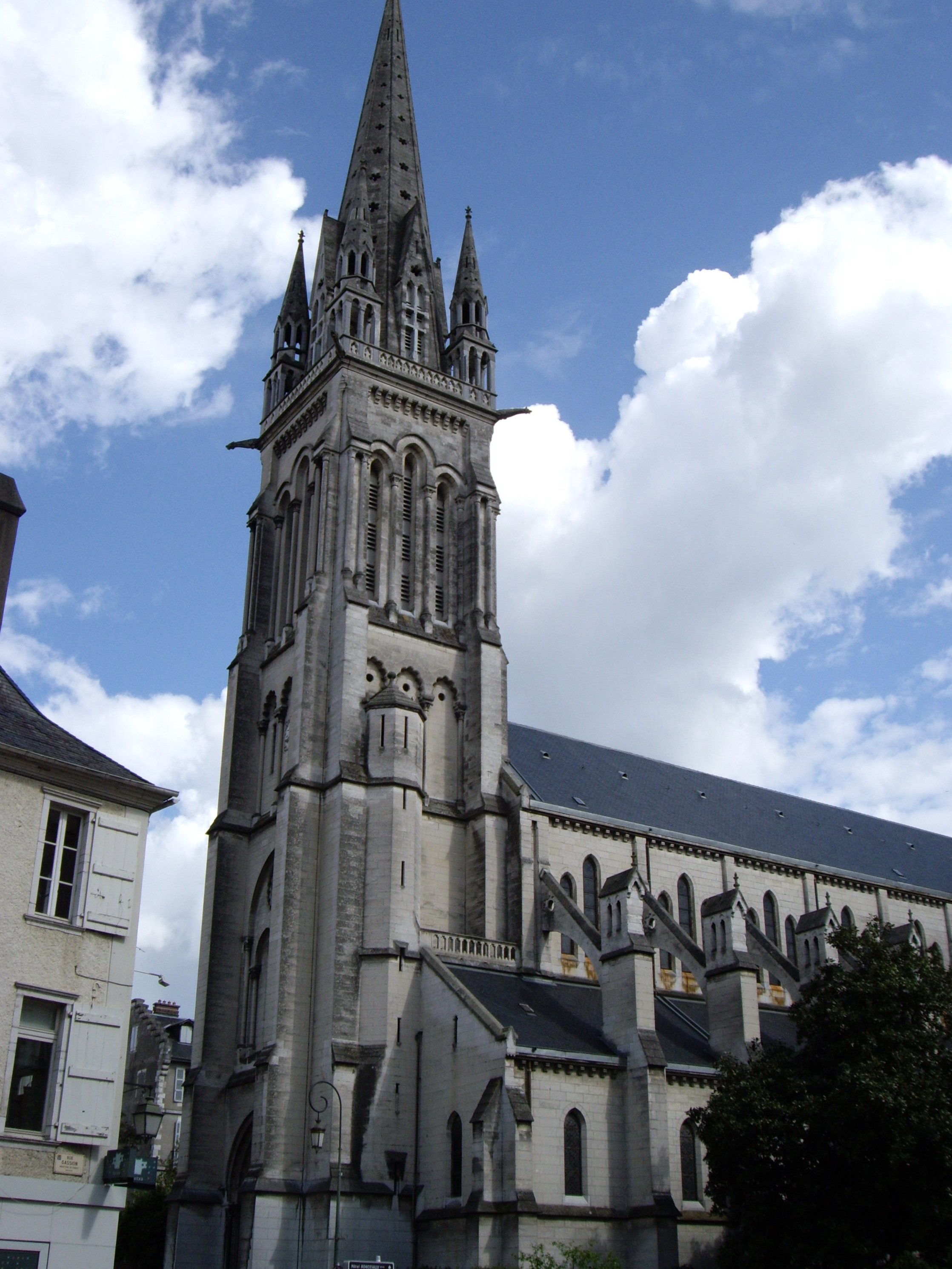
La Chiesa di San Martino
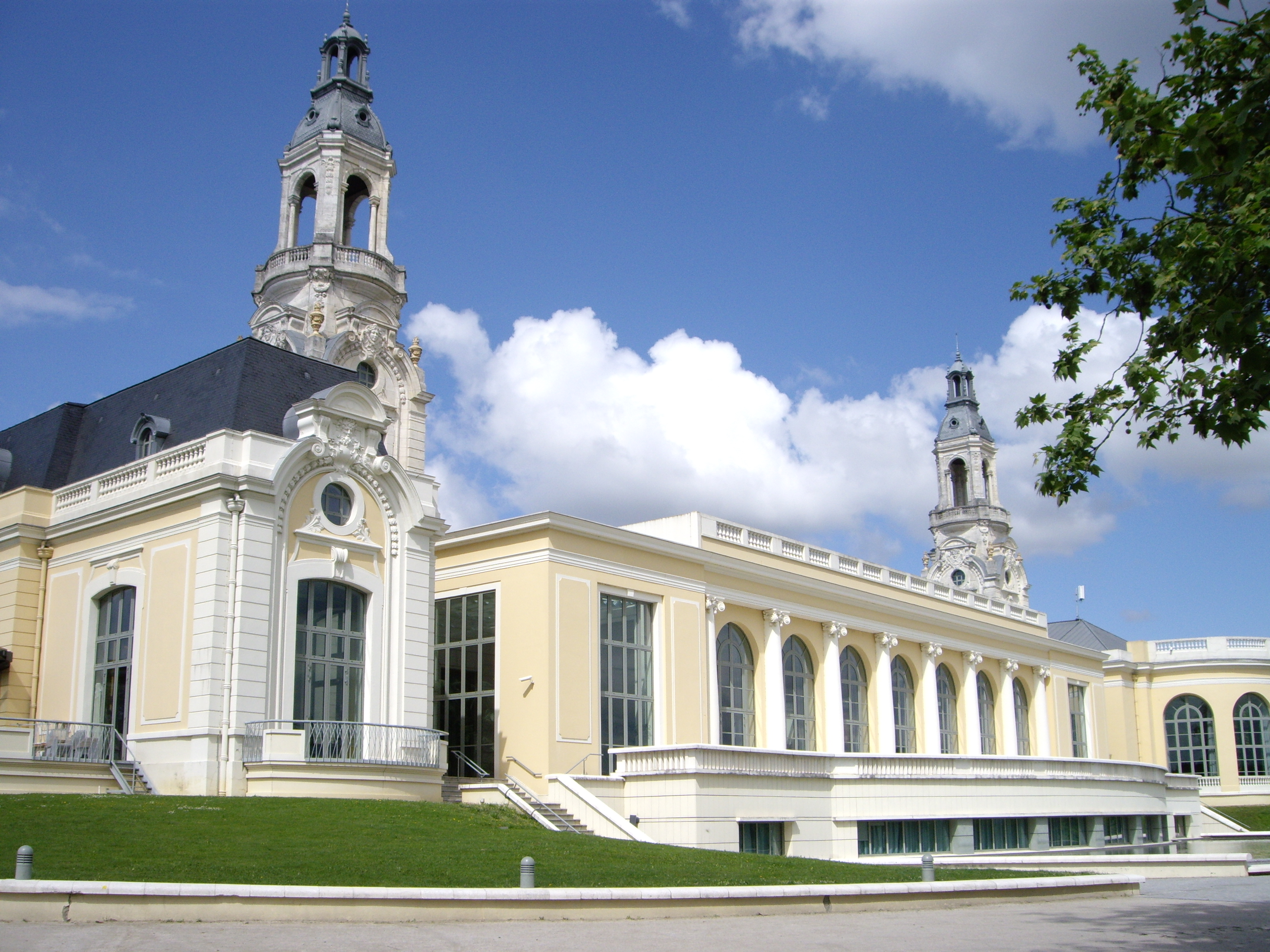
Il Palazzo Beaumont

## Cultura

### Musei
- Museo dei paracadutisti.
- Museo della resistenza e della deportazione.
- Museo delle Belle Arti, che rappresenta il secondo museo dell'Aquitania.
- Museo Bernadotte.
- Museo Lescar.

## Società

### Evoluzione demografica
Abitanti censiti

## Infrastrutture e trasporti
La città è servita dall'aeroporto di Pau-Pyrénées, a 9 km, da dove partono voli per Amsterdam, Bristol, Bruxelles, Londra, Lione e Parigi. La più vicina autostrada è la A64, ad est della città, mentre l'A65, che è stata inaugurata il 16 dicembre 2010, collega Pau a Bordeaux.

## Amministrazione

### Cantoni
Fino al 2014 il territorio comunale della città di Pau era ripartito in sei cantoni:
- Cantone di Pau-Centre
- Cantone di Pau-Est
- Cantone di Pau-Nord
- Cantone di Pau-Ovest
- Cantone di Pau-Sud
- Cantone di Jurançon

A seguito della riforma approvata con decreto del 25 febbraio 2014, che ha avuto attuazione dopo le elezioni dipartimentali del 2015, il territorio comunale della città di Pau è stato ripartito in quattro cantoni
- Cantone di Pau-1: comprende parte della città di Pau
- Cantone di Pau-2: comprende parte della città di Pau e il comune di Idron
- Cantone di Pau-3: comprende parte della città di Pau e i comuni di Bizanos e Mazères-Lezons
- Cantone di Pau-4: comprende parte della città di Pau e il comune di Gelos

### Gemellaggi
- Saragozza, dal 1970[11]
- Mobile, dal 1975
- Pistoia, dal 1975
- Kōfu, dal 1977
- Setúbal, dal 1981
- Swansea, dal 1982
- Gottinga, dal 1983
- Daloa, dal 1984
- Xi'an, dal 1986